# František Čermák
František Čermák (Valtice; 14 de noviembre de 1976) es un jugador de tenis profesional checo.

## Carrera
Comenzó a jugar tenis a los siete años con el padre, František. Habla checo, inglés y alemán. Su ídolo de niño fue Ivan Lendl, Boris Becker y Stefan Edberg. Su superficie favorita es la arcilla y considera su servicio como su mejor tiro.
Ha ganado hasta el momento 29 títulos de la categoría ATP World Tour en su carrera, todos ellos en la modalidad de dobles. 

### 2013
En el año 2013 ganó su primer título en un torneo Grand Slam. Fue en la modalidad de dobles mixtos y lo hizo junto a su compatriota Lucie Hradecká en el Torneo de Roland Garros. Derrotaron en la final a la pareja formada por la francesa Kristina Mladenovic y el canadiense Daniel Nestor por 1–6, 6–4, [10–6].
Previamente habían perdido la final del Abierto de Australia 2013, también junto a Lucie Hradecka. Cayeron derrotados ante la pareja local formada por Jarmila Gajdošová y Matthew Ebden por 3-6, 5-7.

### 2014
En compañía del ruso Mijaíl Yelguin, vencieron en primera ronda a los cuartos favoritos en el Torneo de Memphis. Derrotaron al australiano Samuel Groth y el bielorruso Max Mirnyi, para alcanzar las semifinales del torneo. En la semana siguiente los volvieron a derrotar pero esta vez en partido correspondiente a las semifinales del Torneo de Delray Beach, pero perdieron la final ante los hermanos Bob y Mike Bryan.

### Copa Davis
Desde 2005 Cermak juega para el Equipo de Copa Davis de República Checa, disputando hasta el momento dos partidos. En la temporada 2012, el equipo se clasificó por segunda vez después de 2009 para la final de la Copa Davis, que se celebró en Praga. Frantisek Cermak estuvo integrando el plantel, en esta final que se disputó ante el Equipo de Copa Davis de España y que fue ganado por la República Checa por 3-2, aunque el no participó en ningún encuentro. Tiene un récord de partidos ganados/perdidos en esta competición de 0/2 en el global (0/1 en individuales y 0/1 en dobles).

## Torneos de Grand Slam

### Dobles Mixto

#### Títulos
| Año  | Torneo        | Pareja         | Oponentes en la final             | Resultado      |
| 2013 | Roland Garros | Lucie Hradecka | Kristina Mladenovic Daniel Nestor | 1-6, 6-4, 10-6 |

#### Finalista
| Año  | Torneo               | Pareja         | Oponentes en la final           | Resultado |
| 2013 | Abierto de Australia | Lucie Hradecka | Jarmila Gajdošová Matthew Ebden | 3-6, 5-7  |

## Títulos (31; 0 + 31)

### Dobles
| Leyenda                         |
| Grand Slam (0)                  |
| ATP Wourld Tour Finals (0)      |
| ATP Masters 1000 World Tour (0) |
| ATP World Tour 500 series (5)   |
| ATP World Tour 250 series (26)  |

| N.º | Fecha                    | Torneo          | Superficie    | Pareja            | Oponentes en la final                    | Resultado            |
| --- | ------------------------ | --------------- | ------------- | ----------------- | ---------------------------------------- | -------------------- |
| 1.  | 21 de julio de 2002      | Umag            | Tierra batida | Julian Knowle     | Albert Portas Fernando Vicente           | 6-4, 6-4             |
| 2.  | 28 de julio de 2002      | Sopot           | Tierra batida | Leoš Friedl       | Jeff Coetzee Nathan Healey               | 7-5, 7-5             |
| 3.  | 13 de abril de 2003      | Casablanca      | Tierra batida | Leoš Friedl       | Devin Bowen Ashley Fisher                | 6-3 7-5              |
| 4.  | 25 de julio de 2004      | Kitzbühel       | Tierra batida | Leoš Friedl       | Lucas Arnold Martín García               | 6-3, 7-5             |
| 5.  | 15 de agosto de 2004     | Sopot           | Tierra batida | Leoš Friedl       | Martín García Sebastián Prieto           | 2-6, 6-2, 6-3        |
| 6.  | 13 de febrero de 2005    | Buenos Aires    | Tierra batida | Leoš Friedl       | José Acasuso Sebastián Prieto            | 6-2, 7-5             |
| 7.  | 28 de julio de 2002      | Costa do Sauipe | Tierra batida | Leoš Friedl       | Leoš Friedl Ignacio González King        | 6-4 6-4              |
| 8.  | 10 de abril de 2005      | Casablanca      | Tierra batida | Leoš Friedl       | Martín García Luis Horna                 | 6-4, 6-3             |
| 9.  | 1 de mayo de 2005        | Estoril         | Tierra batida | Leoš Friedl       | Juan Ignacio Chela Tommy Robredo         | 6-3, 6-4             |
| 10. | 10 de julio de 2005      | Gstaad          | Tierra batida | Leoš Friedl       | Michael Kohlmann Rainer Schuettler       | 7-6(9), 7-6(11)      |
| 11. | 19 de febrero de 2006    | Buenos Aires    | Tierra batida | Leoš Friedl       | Vasilis Mazarakis Boris Pashanski        | 6-1, 6-2             |
| 12. | 5 de marzo de 2006       | Acapulco        | Tierra batida | Leoš Friedl       | Potito Starace Filippo Volandri          | 7-5, 6-2             |
| 13. | 6 de agosto de 2006      | Sopot           | Tierra batida | Leoš Friedl       | Martín García Sebastián Prieto           | 6-3 7-5              |
| 14. | 15 de julio de 2007      | Gstaad          | Tierra batida | Pavel Vízner      | Marc Gicquel Florent Serra               | 7-5, 5-7, 10-7       |
| 15. | 22 de julio de 2007      | Stuttgart       | Tierra batida | Leoš Friedl       | Guillermo García López Fernando Verdasco | 6-4, 6-4             |
| 16. | 14 de julio de 2008      | Amersfoort      | Tierra batida | Rogier Wassen     | Jesse Huta Galung Igor Sijsling          | 7-5, 7-5             |
| 17. | 23 de febrero de 2009    | Acapulco        | Tierra batida | Michal Mertinak   | Lukasz Kubot Oliver Marach               | 4-6, 6-4, 10-7       |
| 18. | 13 de julio de 2009      | Stuttgart       | Tierra batida | Michal Mertinak   | Victor Hanescu Horia Tecau               | 7-5, 6-4             |
| 19. | 27 de julio de 2009      | Umag            | Tierra batida | Michal Mertinak   | Johan Brunstrom Jean-Julien Rojer        | 6-4, 6-4             |
| 20. | 21 de septiembre de 2009 | Bucarest        | Tierra batida | Michal Mertinak   | Johan Brunstrom Jean-Julien Rojer        | 6-2, 6-4             |
| 21. | 8 de noviembre de 2009   | Valencia        | Dura          | Michal Mertinak   | Marcel Granollers Tommy Robredo          | 6-4, 6-3             |
| 22. | 3 de octubre de 2010     | Kuala Lumpur    | Dura(i)       | Michal Mertinak   | Mariusz Fyrstenberg Marcin Matkowski     | 7-6(3) 7-6(5)        |
| 23. | 1 de mayo de 2011        | Belgrado        | Tierra batida | Filip Polášek     | Oliver Marach Alexander Peya             | 7–5, 6–2             |
| 24. | 31 de mayo de 2011       | Gstaad          | Tierra batida | Filip Polášek     | Christopher Kas Alexander Peya           | 6–3, 7–6(9)          |
| 25. | 18 de junio de 2011      | Hertogenbosch   | Hierba        | Daniele Bracciali | Robert Lindstedt Horia Tecău             | 6–3, 2–6, [10–8]     |
| 26. | 23 de octubre de 2011    | Moscú           | Dura (i)      | Filip Polášek     | Carlos Berlocq David Marrero             | 6–3, 6–1             |
| 27. | 6 de mayo de 2012        | Múnich          | Tierra batida | Filip Polášek     | Xavier Malisse Dick Norman               | 6–4, 7–5             |
| 28. | 28 de julio de 2012      | Kitzbühel       | Tierra batida | Julian Knowle     | Dustin Brown Paul Hanley                 | 7–6(4), 3–6, [12–10] |
| 29. | 20 de octubre de 2012    | Moscú           | Dura (i)      | Michal Mertiňák   | Simone Bolelli Daniele Bracciali         | 7–5, 6–3             |
| 30. | 27 de julio de 2014      | Umag            | Tierra batida | Lukáš Rosol       | Dušan Lajović Franko Škugor              | 7–5, 6–3             |
| 31. | 19 de octubre de 2014    | Moscú           | Dura (i)      | Jiří Veselý       | Sam Groth Chris Guccione                 | 7–6(2), 7–5          |